# I ♡ Natural
I ♡ Natural – czwarty album Lee Jung-hyun, wydany w 2002 r.

## Lista utworów
1. 단심가 - Danshimga
2. 달아달아 - Dala Dala
3. Q
4. Tell Me
5. Time Machine
6. Go Hyang Ei Bom (Interlude) feat. Park Joo-ah (고향위봄 (Interlude) feat. 박주아)
7. Brighter Than Sunshine
8. Rhythm Nature (Interlude) feat. 두드락
9. 아리아리 - Ari Ari
10. 뭘더 바래 - Myeuldeo Barae
11. 미워요 - Miweoyo
12. 날봐 - Nalbwa
13. Believe
14. Sun Flower
15. To Be Continued